# Moffen

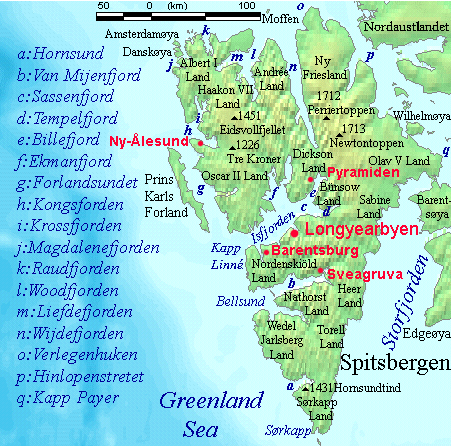
Moffen, claramente marcada en este mapa, está en la costa norte de Spitsbergen.

Moffen es una pequeña isla al norte de la boca de Wijdefjorden, en la costa norte de Spitsbergen, la isla más grande del archipiélago Svalbard. La isla fue la primera en ser señalada en un mapa por Hendrick Doncker, en Ámsterdam, en 1655. Es un área importante de reposo de la morsa y de nidos para las aves.